# Stacey Waaka
Stacey Jamie Aroha Kirsten Waaka, född 3 november 1995, är en nyzeeländsk rugbyspelare. Hon ingick i det nyzeeländska lag som tog guld i sjumannarugby vid OS 2020 i Tokyo och vid OS 2024 i Paris.